# Marszów
Marszów (do 1945 niem. Marsdorf) – wieś w Polsce położona w województwie lubuskim, w powiecie żarskim, w gminie Żary.
W latach 1945–1946 wieś była siedzibą gminy Marszów. W latach 1975–1998 miejscowość administracyjnie należała do województwa zielonogórskiego.
We wsi była stacja kolejowa Marszów.